# 178 Belisana
178 Belisana eller 1935 UA1 är en asteroid upptäckt 6 november 1877 i Pula, Kroatien av den österrikiske astronomen Johann Palisa. Asteroiden har fått sitt namn efter Belisama, en gudinna inom keltisk mytologi.